# Ostřice ptačí nožka
Ostřice ptačí nožka (Carex ornithopoda) je druh jednoděložné rostliny z čeledi šáchorovité (Cyperaceae).

## Popis
Jedná se o rostlinu dosahující výšky nejčastěji 5–15 cm. Je vytrvalá, trsnatá s krátkými oddenky. Listy jsou střídavé, přisedlé, s listovými pochvami. Lodyha je téměř oblá, nahoře trochu drsná, delší než listy. Čepele jsou asi 1–3 mm široké, ploché. Bazální pochvy jsou tmavě šedavě červenohnědé, vláknitě rozpadavé. Ostřice ptačí nožka patří mezi různoklasé ostřice, nahoře jsou klásky čistě samčí, dole čistě samičí. Klásky jsou dosti sblížené, samčí klásek bývá pouze 1, samičích bývá 2–3, jsou chudokvěté, obsahují nejčastěji pouhých 4–6 květů. Dolní samičí klásek je jen 5–10 (vzácně až 15) mm dlouhý s 0,5 cm dlouhou stopkou. Podobná ostřice prstnatá má dolní samičí klásek 10–25 mm dlouhý a jeho stopka je 1–3 cm dlouhá. Celé květenství připomíná ptačí pařát, odtud jméno. Okvětí chybí. V samčích květech jsou zpravidla 3 tyčinky. Čnělky jsou většinou 3. Plodem je mošnička, která je asi 2,5–3 mm dlouhá (ostřice prstnatá má mošničky 3–4, vzácněji až 4,5 mm dlouhé), tupě trojhranná, červenohnědá, krátce chlupatá, bezžilnatá na vrcholu zúžená do krátkého zobánku. Každá mošnička je podepřená plevou, která je žlutavě až černě hnědá, široce blanitě lemovaná. Kvete nejčastěji v dubnu až v květnu. Počet chromozómů: 2n= 54.

## Rozšíření
Ostřice ptačí nožka roste hlavně ve střední a severní Evropě, na jihozápad její areál zasahuje až do Pyrenejí, na východ po východní Karpaty. Mapka rozšíření viz zde: .

## Rozšíření v Česku
V ČR je to vzácný druh, patří k silně ohroženým rostlinám flóry ČR, kategorie C2. Nejčastěji se s ní můžeme setkat v Bílých Karpatech, v Čechách se vyskytuje jen ojediněle. Roste v pahorkatinách na křovinatých a travnatých stráních. Častější je v rakouských Alpách a slovenských Karpatech.